# A leskelődő
A leskelődő egy egész estés amerikai akcióthriller film, amelyet 2000-ben mutattak be a mozikban. A főszerepekben James Spader, Marisa Tomei, Ernie Hudson, Chris Ellis és Keanu Reeves látható. Az Universal Pictures stúdió készítette. 
Az Amerikai Egyesült Államokban 2000. szeptember 8-án mutatták be.

## Rövid történet
Egy munkája miatt lelki problémákkal küszködő visszavonult FBI-ügynök egy kegyetlen sorozatgyilkos célpontjává válik, aki macska-egér játékot játszik vele.

## Szereplők
| Színész      | Szerep                   | Magyar hang    |
| ------------ | ------------------------ | -------------- |
| James Spader | Joel Campbell FBI-ügynök | Széles Tamás   |
| Keanu Reeves | David Allen Griffin      | László Zsolt   |
| Marisa Tomei | Dr. Polly Beilman        | Fazekas Zsuzsa |
| Ernie Hudson | Mike Ibby FBI-ügynök     | Varga Tamás    |
| Chris Ellis  | Hollis Mackie nyomozó    | Lázár Sándor   |